# Iglesia de San Vicente Mártir (Paredes de Escalona)

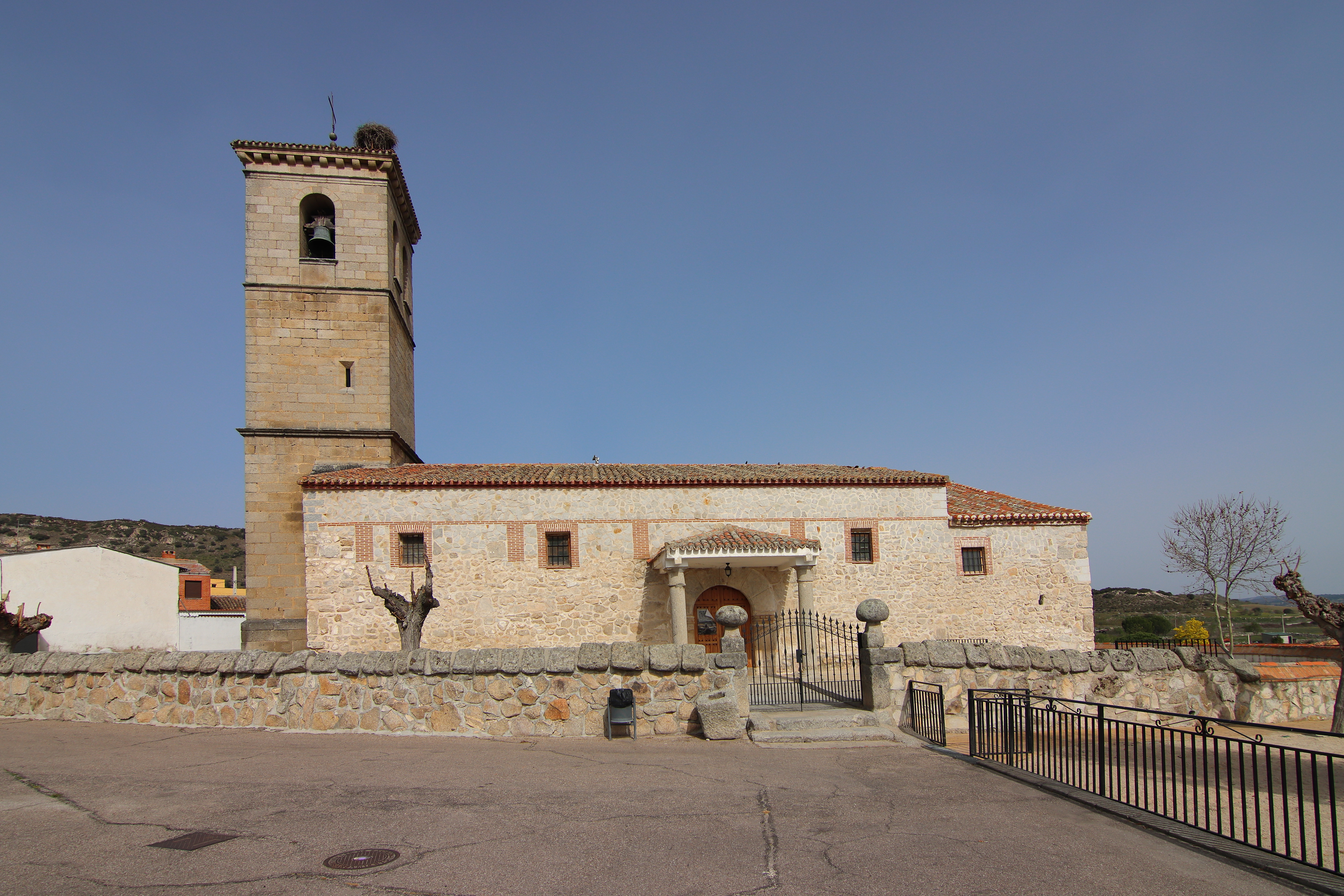
Iglesia de San Vicente Mártir

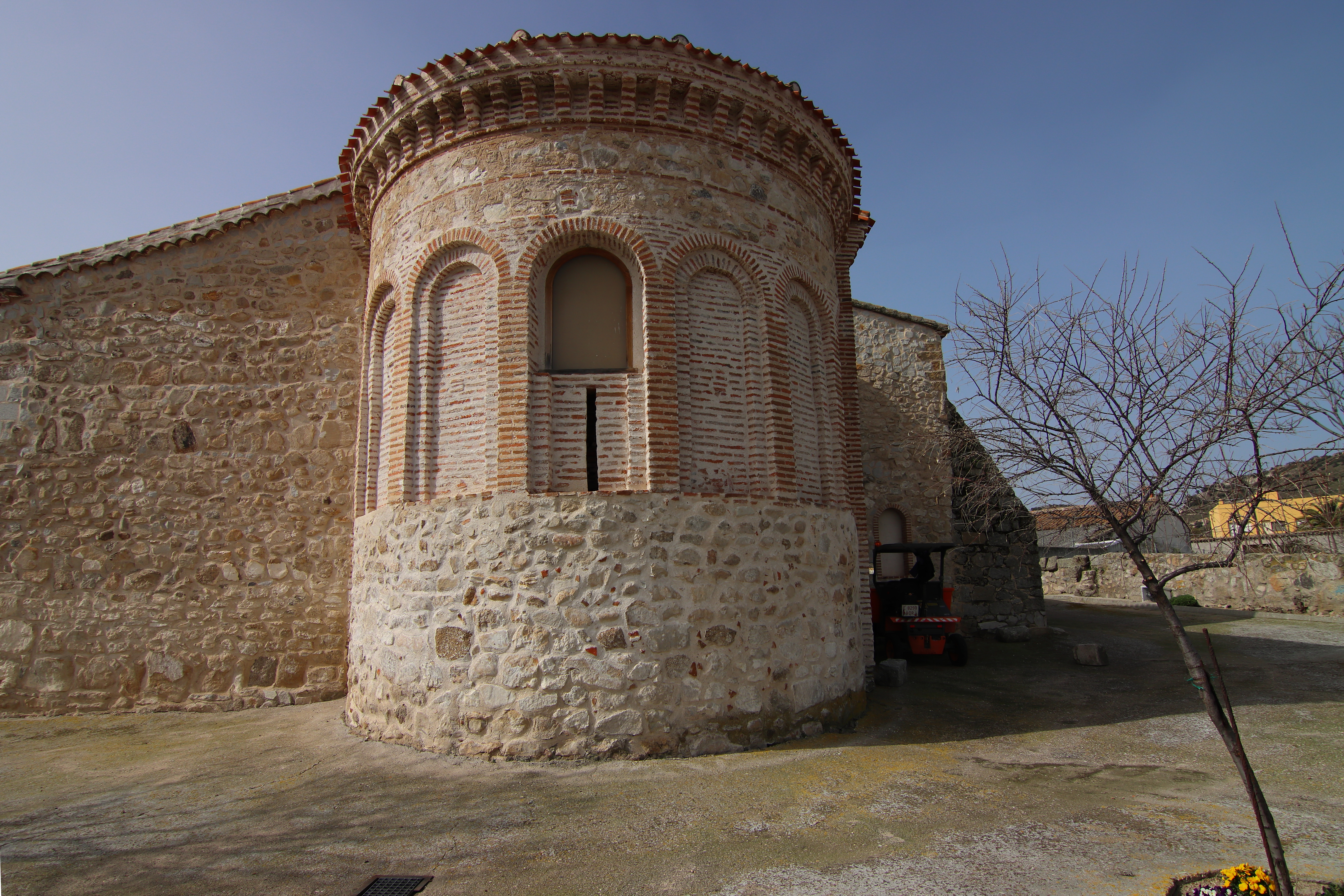
Ábside

La iglesia de San Vicente Mártir es un templo católico de la localidad española de Paredes de Escalona, en la provincia de Toledo. A pesar de las escasas fuentes documentales existentes en torno al edificio, todas ellas hablan de una fundación medieval en torno al siglo XIII, con una adscripción cultural románico tardío y no tanto mudéjar como señala M.ª Concepción Abad Castro en su obra Arquitectura mudéjar religiosa en el Arzobispado de Toledo.

## Descripción
El edificio de pequeñas dimensiones, se articula sobre una planta de tres naves, siendo más ancha la central que las laterales, divididas en tres tramos por columnas sobre alto basamento de planta ochavada de lados desiguales con decoración geométrica de punta de flecha; los capiteles son de traza sencilla, siendo distintos los de una nave y otra; los de la nave del evangelio tienen decoración de bolas y los de la epístola consisten en un dado sin decoración. Las columnas soportan arcos formeros de medio punto cuyas dovelas son de piedra granítica, con el intradós formando molduras mixtilíneas. 
El coro, situado a los pies del templo, ocupa la mitad del último tramo de la nave. Está cerrado en la parte baja, con capilla central a la que se accede por un arco ligeramente apuntado, enmarcado por pilastras. En la actualidad es la capilla bautismal. 

### Ábside
En la cabecera de la iglesia se sitúa el ábside, siendo el elemento de mayor interés del edificio por ser el más antiguo. Ejecutado en fábrica de ladrillo sobre una base de mampostería desconcertada, hoy cubierta por un revoco de cemento, es de planta semicircular tanto interior como exteriormente y va precedido por un tramo recto. Responde al esquema de ábside de paños, en este caso siete, si bien las aristas producidas en la unión entre uno y otro paño son apenas perceptibles. Cada paño enmarca un arco de medio punto, muy esbelto, doblado y ciego. 
Por encima de toda la arquería discurren dos fajas de mampostería entre hiladas de ladrillo (hoy cubiertas de revoco) e inmediatamente después el alero, formado por canecillos de ladrillos en forma de nacela. El ábside se completa con un tramo recto, más ancho en planta que el hemiciclo, ornamentado con otros tres arcos de medio punto similares a los anteriores. Sobre ellos, dos fajas de mampostería e idéntico alero. Interiormente, tanto el ábside como el presbiterio presentan fragmentos de pinturas murales no descubiertas en su totalidad, vinculadas iconográficamente al Santo titular del templo. Ambos espacios aparecen cubiertos con sucesivas capas de pintura. 
Entre los diferentes estratos se perciben dos destacadamente significativos: en el primer estrato encontramos pinturas en las que predomina una clara bidimensionalidad, de expresivas construcciones lineales en negro, relacionadas con la estética románica; el segundo más colorista y abigarrado, aunque también sintético en sus trazados, revela en sus formas y colores un estilo goticista. 

### Torre
El elemento arquitectónico de construcción posterior es sin duda la torre. De estilo herreriano, de planta rectangular casi cuadrada, está adosada a la parte posterior del cuerpo central. Está construida con gruesos muros de fábrica de sillería de piedra bien labrada, sobre una base de nivelación, de sillería, de mayor sección y poca altura, con tres cuerpos de una sillería muy bien ejecutada. 

### Acceso
El acceso al templo se realiza a través de la portada situada en la fachada sur, constituido por un arco de medio punto con dovelas de gran tamaño y decoración de bolas en la línea de imposta siendo precedido por un porche con dos columnas de piedra y forjado horizontal de construcción más moderna.